# Christian Winter (Zoologe)
Christian Winter (* 5. August 1934 in Großbundenbach) ist ein deutscher Hochschullehrer für Zoologie.

## Beruflicher Werdegang
Winter studierte zunächst Biologie, Chemie und Geographie für das höhere Lehramt an Gymnasien an den Universitäten von Saarbrücken, Freiburg i. Brsg., Mainz und Braunschweig und promovierte 1962 bei Friedrich Schaller in Braunschweig über die Ökologie und Taxonomie neotropischer Bodentiere. Danach war er Wissenschaftlicher Assistent in Braunschweig sowie an den Universitäten München und Regensburg. Er habilitierte 1972 über Neurophysiologie bei Dietrich Burkhardt (1928–2010) in Regensburg und erhielt noch im gleichen Jahr eine Professur an der Johann Wolfgang Goethe-Universität Frankfurt am Main. Sein wissenschaftlicher Arbeitsschwerpunkt war lange Jahre die vergleichende Sinnes- und Neurophysiologie zunächst bei Krebsen, später vorwiegend bei Rennmäusen (Gerbillinae). Er war an der Entwicklung von Modellvorstellungen zur Arbeitsweise des peripheren Hörsystems bei Fröschen, Reptilien und Vögeln beteiligt. Seine vielfältige Lehre zeichnete sich durch Engagement und Innovation aus (s. auch Ehrungen und Preise).

## Leitungsfunktionen und Ehrenämter
Winter bekleidete 12 Jahre lang das Amt des Vizepräsidenten der Goethe-Universität (1977 bis 1983, 1994 bis 2000), daneben mehrere andere Ämter (z. B. Vorsitzender des Konvents der Universität, Beauftragter für Auslandsbeziehungen). Er war insbesondere mit der Internationalisierung beauftragt, die noch immer unter den Folgen des Nationalsozialismus und des Zweiten Weltkriegs litt. Zum einen entwickelte er für die Goethe-Universität enge Beziehungen zur Universität Vilnius in Litauen, zum anderen legte er auch den Grundstein für die heutige Partnerschaft der Goethe-Universität mit der Universität Tel Aviv. Später betreute er aber auch schon die ersten chinesischen Stipendiaten an der Goethe-Universität. Von 2001 bis 2012 amtierte er als Ombudsmann für die Studierenden (die erste derartige feste Einrichtung an einer deutschen Universität). Seit 2001 ist er Vorsitzender des Freundeskreises des Botanischen Gartens, der sich nun verstärkt der Frankfurter Bürgerschaft öffnete. Seit 2012 ist er überdies Vorsitzender des Vorstands der "Universität des 3. Lebensalters" an der Goethe-Universität.

## Ehrungen und Preise
Winter erhielt 1989 als erster deutscher Wissenschaftler nach dem Zweiten Weltkrieg eine Ehrendoktorwürde der Universität Vilnius. 1997 wurde ihm der Innovationspreis des Wankel-Tierschutzpreises für tierschutzgerechte Experimente verliehen. Für seine Beiträge der internationalen Vernetzung der Universität, speziell zur Universität von Tel Aviv 2000 erhielt er die Ehrenmedaille der Goethe-Universität. Zum Ehrenmitglied des Frankfurter Physikalischen Vereins wurde er 2001 ernannt. 2003 wurde ihm die Ehrenbürgerwürde der Goethe-Universität verliehen.